# Дифузор автомобільний

Згори — вид збоку: червоні кружечки позначають передню повітряну заслінку/роздільник і задній дифузор. Нижче — вигляд здолу.

Автомобільний дифузор — це елемент аеродинамічної системи автомобіля, який встановлюється у задній та передній частинах автомобіля. Здебільшого дифузори виготовляють із карбону, із трьома або чотирма ребрами. Такий дифузор дозволяє підвищити притискну силу автомобіля, не впливаючи суттєво на його вагу. Існують також виконання із спеціального пластику та металу.